# Bridge (Kent)
Bridge es una parroquia civil y un pueblo del distrito de Canterbury, en el condado de Kent (Inglaterra).

## Geografía
Según la Oficina Nacional de Estadística británica, Bridge tiene una superficie de 4,08 km².

## Demografía
Según el censo de 2001, Bridge tenía 1467 habitantes (45,4% varones, 54,6% mujeres) y una densidad de población de 359,56 hab/km². El 18,95% eran menores de 16 años, el 63,8% tenían entre 16 y 74 y el 17,25% eran mayores de 74. La media de edad era de 46,07 años. Del total de habitantes con 16 o más años, el 16,4% estaban solteros, el 63,25% casados y el 20,35% divorciados o viudos.
El 92,77% de los habitantes eran originarios del Reino Unido. El resto de países europeos englobaban al 2,59% de la población, mientras que el 4,64% había nacido en cualquier otro lugar. Según su grupo étnico, el 97,61% eran blancos, el 1,16% mestizos, el 1,02% asiáticos y el 0,2% negros. El cristianismo era profesado por el 81,8%, el budismo por el 0,2%, el judaísmo por el 0,27%, el sijismo por el 0,34% y cualquier otra religión, salvo el hinduismo y el islam, por el 0,55%. El 11,52% no eran religiosos y el 5,32% no marcaron ninguna opción en el censo.
593 habitantes eran económicamente activos, 577 de ellos (97,3%) empleados y 16 (2,3%) desempleados. Había 630 hogares con residentes, 25 vacíos y 3 eran alojamientos vacacionales o segundas residencias.